# Pluviòmetre

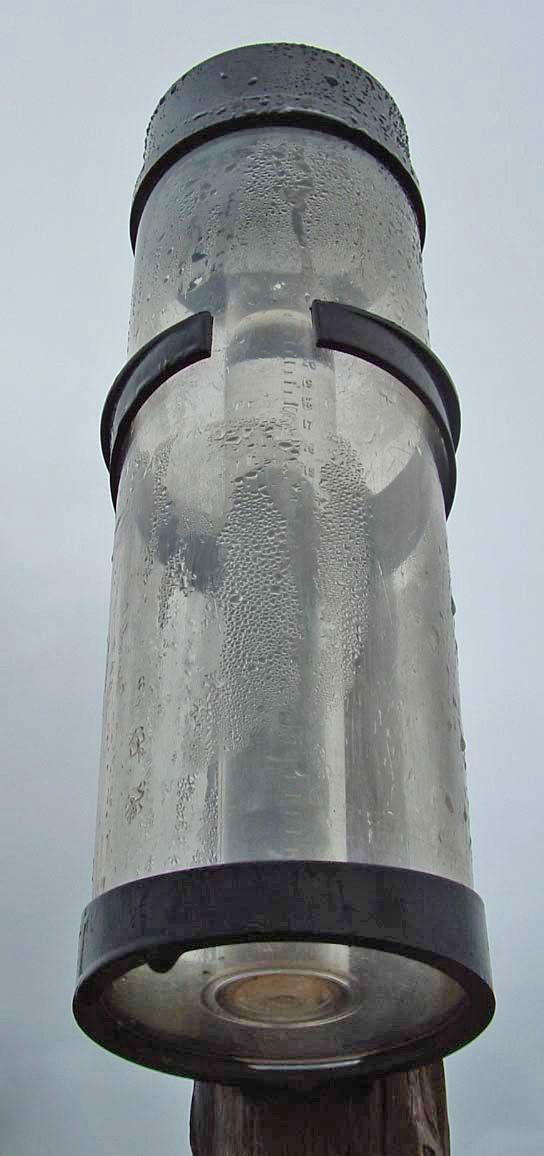
Un pluviòmetre estàndard

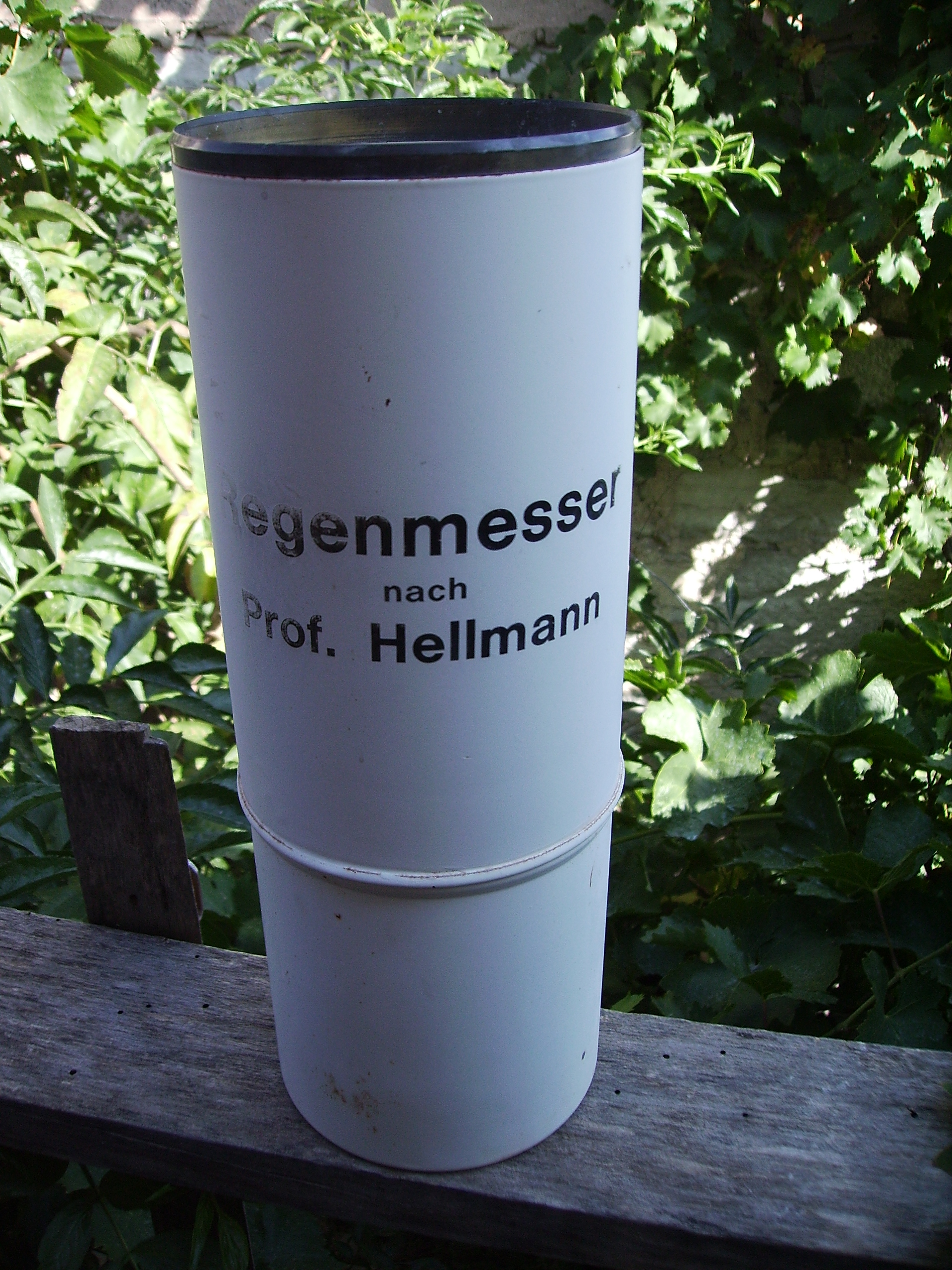
El pluviòmetre tipus Hellmann ha estat l'oficial a Espanya

Un pluviòmetre (també pot ser anomenat udòmetre) és un instrument utilitzat per mesurar la quantitat de precipitació caiguda en un lloc concret, en un període determinat. Utilitza com a unitat de mesura el mil·límetre (mm), que equival a un litre d'aigua recollida per cada metre quadrat.
El pluviòmetre més habitual és un got alt i prim (anomennat "tipus Hellmann"), amb un regle lateral per mesurar fàcilment l'aigua recollida.
La mesura de la pluja ha estat una necessitat bàsica per a totes les cultures que depenen de l'aigua que cau per poder subsistir. Per exemple, a Corea Jang Yeong Sil va iniciar les mesures de precipitació l'any 1441, que van ser continuades per molts anys.
Un pluviòmetre bàsic consta d'un embut per on es condueix l'aigua a un recipient interior. S'anomena pluviògraf al pluviòmetre que disposa d'una banda enregistradora on s'anota de forma constant la precipitació que va caient.
L'any 1921 el Dr. Ramon Jardí i Borràs, tècnic del primer Servei Meteorològic de Catalunya (1921-1939), va idear un pluviògraf anomenat "d'intensitats" per poder enregistrar la intensitat de la pluja a banda de la quantitat total caiguda. El pluviògraf d'intensitats va esdevenir oficial a la major part de serveis meteorològics europeus.
Actualment s'usen de forma comuna els pluviòmetres de balancí. En ells, l'embut superior condueix l'aigua fins a un petita cassoleta d'un balancí. Aquest es va omplint d'aigua fins a arribar a una quantitat predefinida pel mateix disseny de l'aparell, moment en què el balancí gira. Mentre la cassoleta que estava plena vessa l'aigua que contenia, la que restava buida comença a omplir-se. Un datalogger guarda el registre mecanicoelèctric de la intensitat de la pluja caiguda.

Funcionament d'un pluviòmetre de balancí
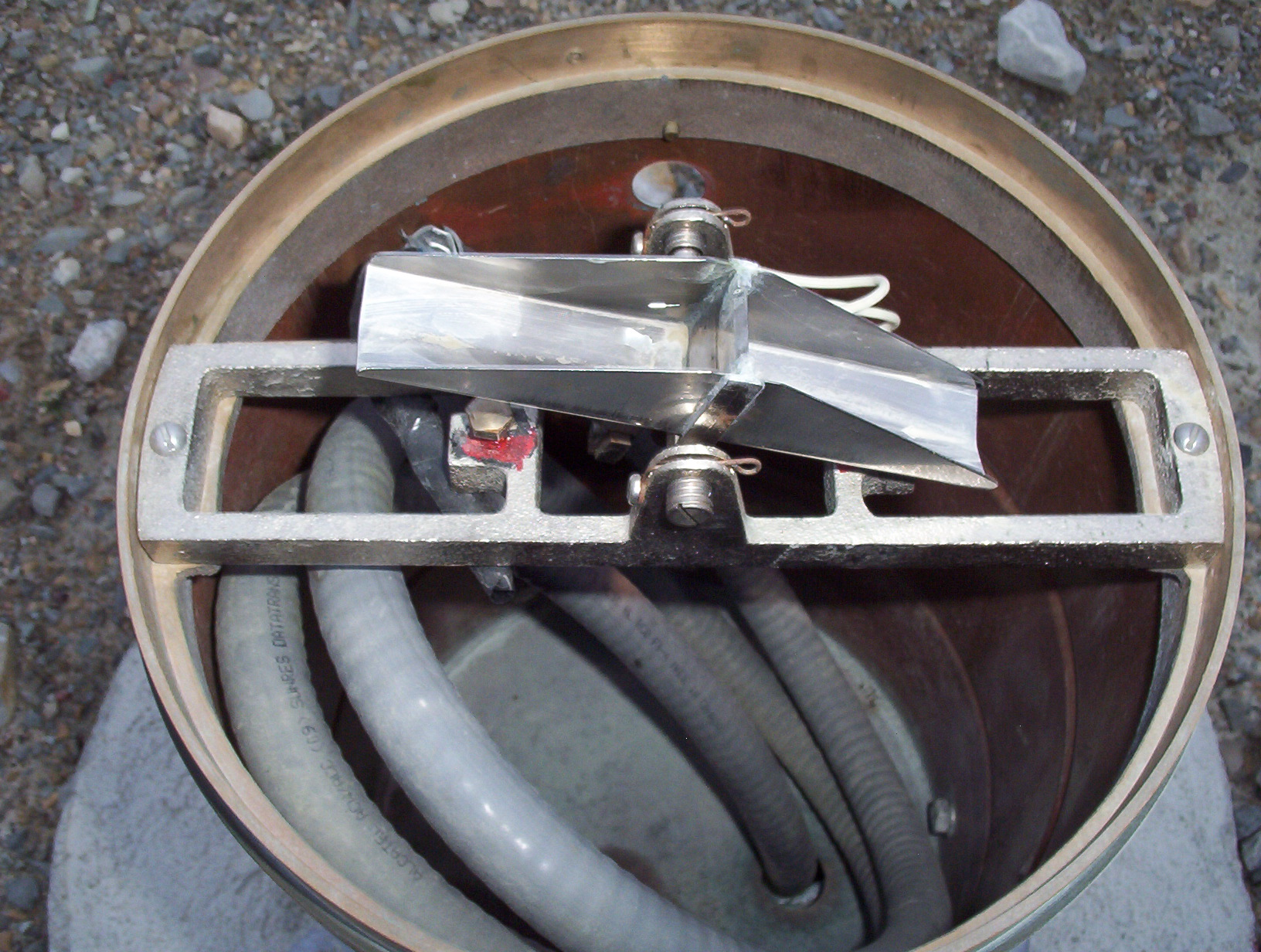
Interior d'un pluviòmetre de balancí